# Ghosting (relaciones)
Ghosting es un término anglosajón utilizado en registro coloquial para describir la práctica de cesar toda comunicación y contacto con una pareja, amigo u otro individuo sin advertencia o justificación aparente y, posteriormente, ignorar cualquier intento de acercamiento o comunicación realizada por dicha persona.
En castellano también existe con parecido significado la expresión «hacer el vacío» a alguien. En Argentina se usa la expresión «me clavó el visto» para hacer referencia a la práctica de no responder un mensaje en WhatsApp.

Aunque actualmente sólo se utiliza para referirse a aquellas personas que te eliminan de redes sociales o bloquean sin previo aviso. Esto debido a que no se puede distinguir el "Ghosting" de ignorar mensajes, al de una persona con Depresión o TDAH que tienen dificultades para mantener contacto. Lo cual invisibilizaba los trastornos mentales.

## Origen del término
El término ghosting se originó a principios de la década de 2000. En la década siguiente, los medios informaron de un aumento del ghosting, atribuido al uso creciente de redes sociales y aplicaciones de citas en línea. Se hizo popular en 2015 a través de numerosos artículos de prensa sobre la ruptura de relaciones de algunos famosos, pasando a ser ampliamente utilizado. Ese mismo año se incluyó en el Collins English Dictionary. Desde entonces ha sido objeto de numerosos artículos y debates sobre citas y relaciones en varios medios.

## En la cultura popular
El ghosting parece ser una práctica cada vez más común. Se han sugerido varias explicaciones, pero a menudo se culpa a las redes sociales, igual que las aplicaciones de citas y el relativo anonimato y aislamiento en la cultura moderna de citas y encuentros, que facilitan la ruptura del contacto con pocas repercusiones sociales. Además, cuanto más común se vuelve el comportamiento, más personas pueden volverse insensibles a él. Otros han sugerido que se debe al declive de la empatía en la sociedad, junto con la promoción de una cultura más egoísta y narcisista.
El ghosting no se limita solo a contextos de relaciones íntimas. También puede ocurrir entre amigos o incluso familiares, e incluso es practicado por empleadores con posibles candidatos a un empleo.

## En las relaciones personales
El ghosting puede ser especialmente dañino para quienes están en el extremo receptor, causando sentimientos de ostracismo y rechazo. Algunos profesionales de la salud mental consideran que esta práctica es una forma pasivo-agresiva de maltrato emocional, un tipo de trato silencioso o comportamiento de bloqueo y crueldad emocional.
En su artículo, «In Defense of Ghosting» («En defensa del Ghosting»), Alexander Abad-Santos afirma que «lo que socava estas diatribas contra el ghosting es que [nosotros] sabemos lo que pasó con quien lo ejerce. Simplemente [la relación] no funcionó y, a veces, simplemente no podemos aceptarlo». El autor agrega que «[en] el fondo, el ghosting es tan claro como cualquier otra forma de rechazo. La razón por la que nos quejamos es porque queríamos un resultado diferente... lo cual es totalmente comprensible».
Sin embargo, este argumento no tiene en cuenta la ambigüedad inherente al ghosting: la persona a quien se le ejerce no sabe si está siendo rechazada por algo que ella u otra persona hizo, o si la persona que lo hace está avergonzada por algún motivo o no sabe cómo romper la relación (o tiene miedo de herir los sentimientos del otro). Además, es posible que quien corta la relación simplemente ya no quiera salir con la víctima, o puede haber comenzado a salir con otra persona mientras mantiene a quien hace ghosting como una opción de reserva en caso de que la relación no funcione con dicha otra cita, así como también pueden estar enfrentando graves problemas en sus vidas. Puede volverse imposible saber cuál de dichas opciones es la que se enfrenta, lo que lo vuelve estresante y doloroso.